# Acrophyllum
Acrophyllum es un género  de plantas con flores perteneciente a la familia Cunoniaceae. Es nativo de Australia. El género comprende 3 especies descritas y de estas, solo 2 aceptadas.

## Taxonomía
El género fue descrito por Benth. in Maund  y publicado en Botanist 2: ad >t. 95<. 1838. La especie tipo es: Acrophyllum venosum Benth.

## Especies aceptadas
A continuación se brinda un listado de las especies del género Acrophyllum aceptadas hasta marzo de 2013, ordenadas alfabéticamente. Para cada una se indica el nombre binomial seguido del autor, abreviado según las convenciones y usos:
- Acrophyllum australe (A.Cunn.) Hoogland
- Acrophyllum venosum Benth.